# Ленкі-Дольне
Ленкі-Дольне (пол. Łęki Dolne) — село в Польщі, у гміні Пільзно Дембицького повіту Підкарпатського воєводства.
Населення — 1612 осіб (2011).
У 1975-1998 роках село належало до Тарновського воєводства.

## Демографія
Демографічна структура станом на 31 березня 2011 року:
|          | Загалом | Допрацездатний вік | Працездатний вік | Постпрацездатний вік |
| -------- | ------- | ------------------ | ---------------- | -------------------- |
| Чоловіки | 805     | 186                | 521              | 98                   |
| Жінки    | 807     | 156                | 466              | 185                  |
| Разом    | 1612    | 342                | 987              | 283                  |